# Nagrobek z lastryko
Nagrobek z lastryko – powieść Krzysztofa Vargi, wydana przez wydawnictwo Czarne w 2007 roku. Nominowana do Nagrody literackiej Nike w 2008 roku.

## Fabuła
Akcja powieści zaczyna się w 2071 roku w Warszawie. Bohater, Dominik Fratnerski, ogląda zdjęcie przedstawiające jego dziadków, zrobione na wakacjach w Chorwacji w 2005 roku. Zdjęcie skłania go do wspomnień; czytelnik poznaje historię rodziny bohatera na tle historii Polski, od PRL po VI Rzeczpospolitą. Dowiaduje się również o ostatnich tygodniach życia Fratnerskiego, który mszcząc głodzonego psa zabija parę bezdomnych. 

## Odbiór i recenzje
Małgorzata I. Niemczyńska zaakcentowała podobieństwo niektórych rozwiązań do tych użytych wcześniej przez innych autorów, zwłaszcza Ignacego Karpowicza. Robert Ostaszewski w „Gazecie Wyborczej” pisał: „Nagrobek z lastryko jest – było nie było – powieścią o klęsce, którą ponoszą poszczególni bohaterowie, i rozpadzie świata, ale tak napisaną, że trudno mi było zgasić uśmiech nawet przy opisach przerażających skądinąd wydarzeń”. Recenzent „Tygodnika Powszechnego” także chwalił powieść: „autor Nagrobka z lastryko podsuwa nam sporo pytań, które zwykliśmy lekceważyć: czy wiesz, co chcesz zrobić ze swoim życiem? Czy rodzina jest po to, żeby przekazywać potomkom nieszczęście? To tylko niektóre z nich. Warto się z nimi zmierzyć”.

## Wydania
- Krzysztof Varga: Nagrobek z lastryko. Wołowiec: Wydawnictwo Czarne, 2007. ISBN 978-83-89755-92-6. Brak numerów stron w książce

Tłumaczenia
- Mümárvány síremlék. Budapest: Európa Könyvkiadó, 2011 (tłum. na węgierski Lajos Pálfalvi)
- Nadgrobna mozajka. Sofiâ: Paradoks, 2011 (tłum. na bułgarski Dilâna Denčeva).